# 1978 Голяма награда на Монако
1978 Голяма награда на Монако е 25-о за Голямата награда на Монако и пети кръг от сезон 1978 във Формула 1, провежда се на 7 май 1978 година по улиците на Монте Карло, Монако.

## История на кръга
Отпадането на Голямата награда на Япония от календара означаваше пет седмици почивка за пилотите, преди следващото състезание по улиците на Монте Карло. През това време Лотус показа новия 79, който е еволюция на предшественика си 78, но заради характеристиката на трасето в Монако, само един от болидите е на разположение, като се очаква стария болид да бъде използван от Марио Андрети и Рони Петерсон. Отборът на Волф пусна в употреба новия WR5 за Джоди Шектър, както и Съртис с новия TS20 и Лижие с новия JS9, замествайки модифицирания JS7. Единствената пилотска промяна идва от Инсайн, където Джаки Икс е нает на мястото на Ламберто Леони, който остана без средства за да продължи сезона.

### Квалификация
Преквалификацията се състоя с пилотите и отборите които не са членове на ФОКА, за да определят 2-рата които ще участват в квалификацията редом до останалите 22-ма пилоти. Както се очаква пилотите на Ероуз, Рикардо Патрезе и Ролф Щомелен окупират първите две места в преквалификацията, оставяйки Кеке Розберг, Дерек Дейли, Рене Арну, Хектор Ребак, Брет Лънгър и Артуро Мерцарио, докато Дани Онгъс въобще не се появи на трасето.
Карлос Ройтеман с Ферари взе пола този път с половин секунда от Джон Уотсън, който е с десета пред съотборника си в Брабам, Ники Лауда. След като е пръв да пробва новия Лотус 79, Андрети реши да кара стария болид, записвайки време което го класира четвърти, пред Патрик Депайе, Джеймс Хънт, Петерсон, Жил Вилньов, Шектър и Алън Джоунс. АТС-ите на Жан-Пиер Жарие и Йохен Мас остават извън местата даващи участие за състезанието заедно с Клей Регацони и Виторио Брамбила.

### Състезание
Ройтеман направи лош старт, което позволи на Уотсън да поеме лидерството. Ферари-то е под атаките на Лауда и Хънт, преди Депайе да изпревари и тримата, за да заеме втората позиция. Малко по-късно Ройтеман и Хънт са принудени да спрат в бокса съответно със спукана гума на аржентинеца и счупено предно крило на англичанина. Джоунс получи проблеми по скоростната кутия в 13-а обиколка, когато маслото от кутията разля спирачките, пращайки го право към Сен Дево и се върна на трасето със загуба на две позиции. След това Икс спря в бокса от 11-а позиция с проблеми по спирачките на неговия Инсайн, две обиколки по-късно, а Лафит напусна надпреварата с повреда по скоростната кутия на новото Лижие.
В 25-а обиколка Лауда се доближи до Тирел-а на Депайе, след като преди това французина се отдалечи заедно с Уотсън, докато Ройтеман който излезе от боксовете след спуканата гума се намира пред Брабам-а на почти обиколка изоставане. Скоро Уотсън пропусна точката за спиране на шикана в 38-ата обиколка, връщайки се на трето място зад новия лидер Депайе и Лауда. Обиколка по-късно Ройтеман изпревари Жан-Пиер Жабуй следван от Тирел-а и Брабам-а, затваряйки Рено-то и Ферари-то четири обиколки по-късно. След това Лауда спря в бокса с една от гумите губейки налягане, а Андрети спря по същото време с кокпита разлято от гориво.
Това остави сам Депайе пред Уотсън, Шектър, Петерсон и Вилньов. Лауда се върна в състезанието на шесто място пред Дидие Пирони и Патрезе, който мина пред Патрик Тамбей благодарение на завъртане отстрана на французина. Междувременно Иск отпада с проблеми по спирачките отново, след спирането му в бокса, а Щомелен прекрати участието си след 38-ата обиколка. Повреда в задния рол бар означи отпадането на Хънт. Следващият който отпада е Петерсон от четвърто място в 58-ата обиколка с повреда по скоростната кутия, докато Лауда преследва Ферари-то на Вилньов като го прихвана в 63-та обиколка. Канадецът загуби контрол върху болида си на тунела удряйки лявата част към мантинелите, което означи края и на неговото състезание, и пращайки австриеца на четвъртата позиция. Скоро Лауда изпревари съотборника си Уотсън и Шектър, за да мине на втора позиция като постига и най-бърза обиколка в 72-рата обиколка.
Лауда обаче нямаше какво да направи срещу Депайе, който след 69 състезания и осем втори места най-накрая постига първата си победа като пилот на Формула 1. Това е също така и първата победа на Тирел след ГП на Швеция през 1976 и прати французина начело в класирането при пилотите. Лауда финишира на 22 секунди от Депайе, а Шектър постига първите си точки за сезона. Уотсън завърши четвърти пред Пирони и Патрезе. Тамбей финишира седми, затворен с обиколка заедно с Ройтеман и Емерсон Фитипалди. Жабуй остана 10-и след проблеми по спирачките в късната фаза на надпреварата пред последния Андрети след дълъг стоп по оправяне на горивната система.

## Класиране
| Поз  | No | Пилот             | Конструктор       | Обиколки | Време/Отпадане      | Място | Точки |
| ---- | -- | ----------------- | ----------------- | -------- | ------------------- | ----- | ----- |
| 1    | 4  | Патрик Депайе     | Тирел-Форд        | 75       | 1:55:14.66          | 5     | 9     |
| 2    | 1  | Ники Лауда        | Брабам-Алфа Ромео | 75       | +22.45              | 3     | 6     |
| 3    | 20 | Джоди Шектър      | Волф-Форд         | 75       | +32.29              | 9     | 4     |
| 4    | 2  | Джон Уотсън       | Брабам-Алфа Ромео | 75       | +33.53              | 2     | 3     |
| 5    | 3  | Дидие Пирони      | Тирел-Форд        | 75       | +1:08.06            | 13    | 2     |
| 6    | 35 | Рикардо Патрезе   | Ероуз-Форд        | 75       | +1:08.77            | 14    | 1     |
| 7    | 8  | Патрик Тамбе      | Макларън-Форд     | 74       | +1 Об.              | 11    |       |
| 8    | 11 | Карлос Ройтеман   | Ферари            | 74       | +1 Об.              | 1     |       |
| 9    | 14 | Емерсон Фитипалди | Фитипалди-Форд    | 74       | +1 Об.              | 20    |       |
| 10   | 15 | Жан-Пиер Жабуй    | Рено              | 71       | +4 Об.              | 12    |       |
| 11   | 5  | Марио Андрети     | Лотус-Форд        | 69       | +6 Об.              | 4     |       |
| Отп  | 12 | Жил Вилньов       | Ферари            | 62       | Инцидент            | 8     |       |
| Отп  | 6  | Рони Петерсон     | Лотус-Форд        | 56       | Ск.кутия            | 7     |       |
| Отп  | 7  | Джеймс Хънт       | Макларън-Форд     | 43       | Управление          | 6     |       |
| Отп  | 36 | Ролф Щомелен      | Ероуз-Форд        | 38       | Пилота неразположен | 19    |       |
| Отп  | 27 | Алън Джоунс       | Уилямс-Форд       | 29       | Теч-масло           | 10    |       |
| Отп  | 22 | Джаки Икс         | Инсайн-Форд       | 27       | Спирачки            | 16    |       |
| Отп  | 16 | Ханс-Йоахим Щук   | Шадоу-Форд        | 24       | Инцидент            | 17    |       |
| Отп  | 26 | Жак Лафит         | Лижие-Матра       | 13       | Ск.кутия            | 15    |       |
| Отп  | 18 | Рупърт Кийгън     | Съртис-Форд       | 8        | Трансмисия          | 18    |       |
| НКв  | 9  | Йохен Мас         | АТС-Форд          |          |                     |       |       |
| НКв  | 17 | Клей Регацони     | Шадоу-Форд        |          |                     |       |       |
| НКв  | 10 | Жан-Пиер Жарие    | АТС-Форд          |          |                     |       |       |
| НКв  | 19 | Виторио Брамбила  | Съртис-Форд       |          |                     |       |       |
| DNPQ | 32 | Кеке Розберг      | Теодор-Форд       |          |                     |       |       |
| DNPQ | 24 | Дерек Дейли       | Хескет-Форд       |          |                     |       |       |
| DNPQ | 31 | Рене Арну         | Мартини-Форд      |          |                     |       |       |
| DNPQ | 25 | Ектор Ребаке      | Лотус-Форд        |          |                     |       |       |
| DNPQ | 30 | Брет Лънгър       | Макларън-Форд     |          |                     |       |       |
| DNPQ | 37 | Артуро Мерцарио   | Мерцарио-Форд     |          |                     |       |       |

## Класирането след състезанието
| Поз | Пилот           | Точки |
| --- | --------------- | ----- |
| 1   | Патрик Депайе   | 23    |
| 2   | Карлос Ройтеман | 18    |
| 3   | Марио Андрети   | 18    |
| 4   | Ники Лауда      | 16    |
| 5   | Рони Петерсон   | 14    |

| Поз | Конструктор       | Точки |
| --- | ----------------- | ----- |
| 1   | Лотус-Форд        | 27    |
| 2   | Тирел-Форд        | 24    |
| 3   | Брабам-Алфа Ромео | 20    |
| 4   | Ферари            | 18    |
| 5   | Фитипалди-Форд    | 6     |